# NGC 3188
NGC 3188 is een balkspiraalstelsel in het sterrenbeeld Grote Beer. Het hemelobject werd op 8 april 1793 ontdekt door de Duits-Britse astronoom William Herschel. Het bevindt zich in de buurt van NGC 3188A.

## Synoniemen
- UGC 5569
- MCG 10-15-65
- MK 31
- ZWG 290.28
- KUG 1016+576B
- PGC 30183